# الناصرية (القنيطرة)
الناصرية هي إحدى القرى لمحافظة درعا في الريف الغربي بالقرب من هضبة الجولان بجنوب غرب سوريا.